# Publio Manlio Vulsone (pretore 210 a.C.)
Publio Manlio Vulsone, in latino  Publius Manlius Vulso, (249 a.C. circa), è stato un politico romano, che ha ricoperto la carica di pretore nel 210 a.C..

## Biografia
Publio Manlio Vulsone apparteneva all'antica famiglia patrizia dei Manlii.
Nel 210 a.C. ottenne di governare come pretore la provincia romana di Sardegna, a sostituire il precedente pretore Lucio Cornelio Lentulo, ed ottenendo il comando di due legioni.
Il suo mandato cadde verso la metà della seconda guerra punica, condotta dai Romani contro Annibale. Per la difesa della Sardegna poté disporre di due legioni.
Alla fine dell'estate del 210 a.C., una flotta cartaginese di 40 navi, comandata da Amilcare apparve davanti alla città di Olbia, situata nella costa nordest della Sardegna e la devastò; poi quando apparve il pretore Manlio Vulsone con l'esercito, il comandante cartaginese si affrettò ad allontanarsi fino a raggiungere Caralis (Cagliari), che saccheggiò e da lì fece ritorno in Africa con un ingente bottino. Dopo queste notizie raccontate da Tito Livio, non se ne hanno di ulteriori sulla sua vita.
Questo Manlio Vulsone è probabilmente il tresvir monetalis che ha coniato in Sardegna una serie di monete costituita da un quinario e da monete di bronzo comprese tra il sestante e l'asse. La serie è caratterizzata dalle lettere MA scritte in nesso tra loro.